# Зауряд
Зауря́д — юридический термин в Российской империи, означавший, что лицо — которое отправляло должность или исполняло обязанности — пользовалось правами и преимуществами, которыми сопровождалась должность или обязанность, но которыми по общим правилам это лицо не могло бы пользоваться (например, судьи могли направлять своих сыновей в привилегированные учебные заведения в соответствии с занимаемой должностью, а не чином).
В законодательстве Российской империи «исполнение должности» зауряд отличалось от «исправления должности» (которое требовало соответствия квалификации лица, исправляющего должность, установленным правилам).
Слово «зауряд» также использовалось как первая часть сложных слов в значении «исполняющий какую-либо должность, но не имеющий соответствующего чина или подготовки». Например, студент медицинского факультета, ставший в ходе мобилизации военным зауряд-врачом, мог лечить военнослужащих, не будучи ещё врачом. В современном языке эти сложные слова практически не используются (М. В. Панов назвал их «полумёртвой группой»).

## Зауряд чины и звания

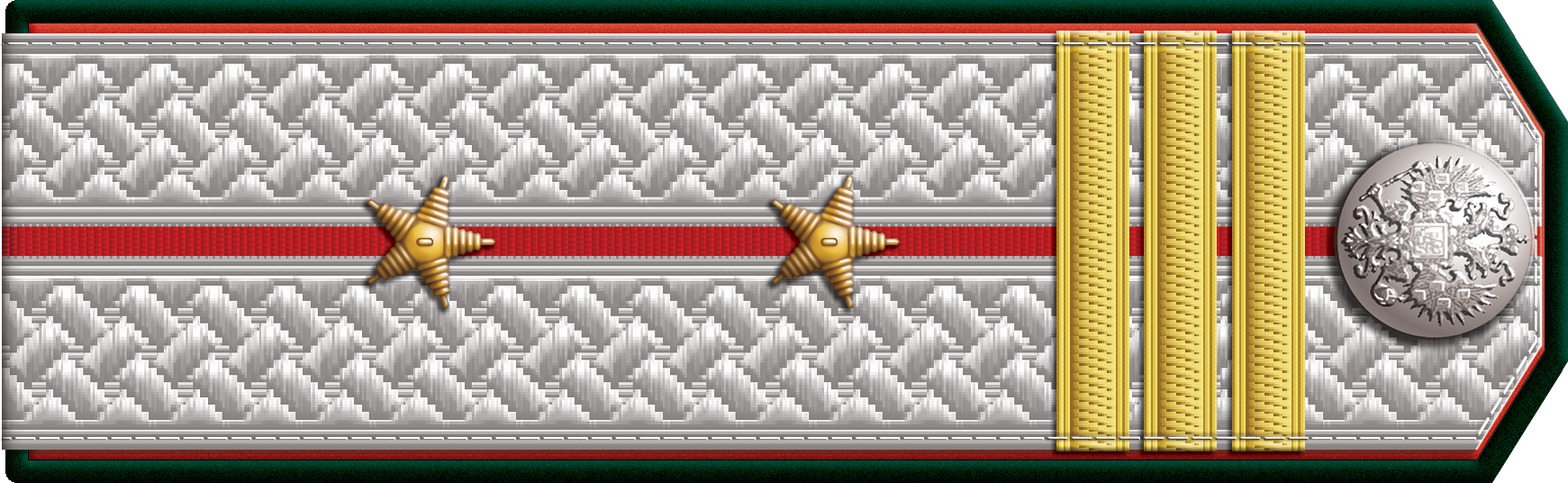
Погон зауряд-военного чиновника из старших унтер-офицеров, имеющего чин губернского секретаря, 1904—1917 гг.

- Зауряд-офицер — военнослужащий армии Российской империи в XIX—XX веках, не имевший офицерского чина, но занимавший офицерскую должность.
- Лица из казачьего сословия, исполняющие во время службы обязанности соответствующих казачьих офицеров, но не имеющие права на производство в воинское звание, именовались «зауряд-хорунжий», «зауряд-сотник», «зауряд-есаул». Например, чин «зауряд-хорунжего» давался вахмистрам и урядникам за боевые отличия. На погонах хорунжего они имели «на верху» погона, поперек его, нашивки того звания, из которого они были произведены в офицерский чин. От кадровых казачьих офицеров зауряд-офицеров также отличали и некоторые детали обмундирования — отсутствие офицерских темляков, офицерского галуна на портупеях и прочие.
- Зауряд-прапорщик[3] — с 1907 по 1917 годы в российской армии воинское звание для унтер-офицеров. До 1907 года так называли подпрапорщиков, исполнявших обязанности офицеров.
- Зауряд-врач — звание, с 1891 года присваивалось студентам 4-го и 5-го курсов медицинских факультетов университетов и Императорской военно-медицинской академии, допущенных при мобилизации войск и в военное время к исполнению должности младшего врача.
- Зауряд-чиновник военного ведомства — с 1891 года звание лица с образованием, но без чина, занимавшего в военное время классную должность (до 8-го класса Табели о рангах)
- Офицеры, командовавшие ополчением, могли иметь чины зауряд, если назначались на должности выше своих чинов: «Назначаемые на офицерские должности в ополчение лица, зачисляются на службу … имеющие … чин низший — чинами, соответствующими должности, зауряд, т.-е. сохраняя этот чин, пока будут состоять в должности.»[4]

## Примеры использования зауряд прав
Основной целью состояния в должности «зауряд» было предоставление лицам, занимавшим важные должности, но не имевшим положенного для этой должности классного чина, надлежащего протокольного старшинства в разного рода комиссиях и на совещаниях. Прежде всего, в чинах «зауряд» числились выборные должностные лица дворянского сословного, земского и городского самоуправления, которые, при всей важности их должностей (губернские предводители дворянства были, например, по штату чинами IV класса — действительными статскими советниками), иногда вовсе не имели классного чина, или же имели невысокий чин.
В судебном ведомстве обычные правила чинопроизводства не применялись, но лица, занимавшие судейскую должность, пользовались зауряд правами и преимуществами (например, по определению сыновей в привилегированные учебные заведения), которые были сопряжены с чином, соответствующим классу занимаемой ими должности. Кроме того, состояние в чинах «зауряд» делало равными в служебном отношении судей в пределах каждой судейской коллегии, что имело большое правовое значение.
Состояние в чинах «зауряд» имело значение и для порядка награждения орденами. Некоторые ордена (а также высшие степени других орденов) по статутам могли жаловаться только лицам не ниже определённого чина. При этом имел значение не собственный классный чин лица, а чин, носимый им «зауряд». В результате, высокопоставленные судьи или губернские предводители дворянства могли сразу же получать «генеральские» ордена (ордена со звездой), даже если их собственный классный чин не позволял этого.

## В художественной литературе
Литературоведы интерпретируют нечастое использование слова «зауряд» в русской художественной литературе как «заурядный», то есть обыкновенный, простой. Например, грибоедовское, Ну, между ими я, конечно, зауряд, // Немножко поотстал, ленив, подумать ужас! сопровождается примечанием «Зауряд — заурядный, средний человек». Название романа Сергеева-Ценского «Зауряд-полк» также понимается как «обычный полк».